# بامي (فرعون)
الملك بامي (بالإنجليزية: Pami)‏ ، من فراعنة الأسرة المصرية الثانية والعشرون. في أواخر المرحلة الانتقالية الثالثة، (798-785) ق.م. فهو من المشواش الليبيين الذين كانوا يعيشون في البلاد من الأسرة المصرية العشرون بعد تسللهم من ليبيا إلى دلتا النيل، 

## نسبه
بامي، وهو الأبن الثالث لشيشنق الثالث من زوجته الملكة جد-اللحاء-عنخ، وكان يشغل منصب «رئيس عظيم» في عهد والده.

## فترة حكمه
حكم الملك بامي مصر لمدة 7 سنوات. في الفترة 785 – 778 ق.م، بعد ان خلف والده كملك. وكان على علاقة وطيدة بالملك شيشنق الرابع، والد شيشنق الخامس، حسب سجلات لوحة السرابيوم التي يرجع تاريخها إلى عهد هذا الأخير.